# Sensei
Sensei (jap. 先生 dosł. „wcześniej urodzony”; „ten, który uczy”; w znaczeniu: „nauczyciel”, „mistrz”) – japoński tytuł honoryfikatywny (występuje jako przyrostek i rzeczownik) stosowany podczas zwracania się do członków parlamentu, nauczycieli, profesorów, prawników, lekarzy, polityków, artystów, pisarzy oraz do ludzi, którzy osiągnęli pewien poziom mistrzostwa we własnej dziedzinie. 

## Opis
W japońskich sztukach walki jest to termin określający starszego stopniem instruktora. Zazwyczaj odnosi się on do osoby posiadającej 3 lub 4 dan, ale formy grzecznościowe nakazują zwracać się w ten sposób również do wszystkich posiadających stopień 1 i 2 dan. 
W lean management tak nazywa się mistrza szczupłego zarządzania, posiadającego wieloletnie doświadczenie w usprawnianiu procesów i wprowadzaniu zmian w miejscu pracy.
Terminem ō-sensei (jap. 翁先生 dosł. „czcigodny mistrz”) często określa się założycieli sztuk walki w ramach budō, np. Morihei Ueshiba twórca aikido.